# Sabinella schoutanica
Sabinella schoutanica is een slakkensoort uit de familie van de Eulimidae. De wetenschappelijke naam van de soort is voor het eerst geldig gepubliceerd in 1916 door May.